# Campeonato Sanmarinense de Futebol de 2019-20
O Campeonato Sanmarinense de futebol de 2019-2020 é a 35ª edição da competição da liga em San Marino, onde jogam os 15 principais clubes de futebol amador do país. A temporada começou em 20 de setembro de 2019.
O Tre Penne é o atual campeão depois de derrotar o La Fiorita na final da temporada anterior.

## Equipes participantes
Como não há promoção ou rebaixamento na liga, as mesmas 15 equipes que competiram na liga na temporada passada competem novamente no campeonato desta temporada. Em parênteses, a procedência do clube.

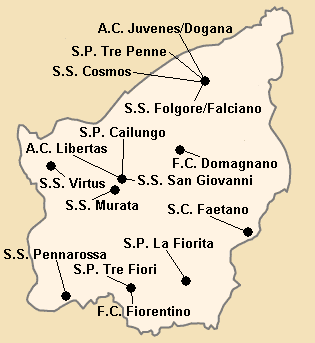
Localização das equipes no país

Associazione Calcio Juvenes/Dogana (Serravalle)

Associazione Calcio Libertas (Borgo Maggiore)

Football Club Domagnano (Domagnano)

Football Club Fiorentino (Fiorentino) 

Società Polisportiva Cailungo (Borgo Maggiore)

Società Calcio Faetano (Faetano)

Società Polisportiva Tre Fiori (Fiorentino) 

Società Polisportiva La Fiorita (Montegiardino)

Società Polisportiva Tre Penne (Serravalle)

Società Sportiva Cosmos (Serravalle)

Società Sportiva Folgore Falciano Calcio (Serravalle)

Società Sportiva Murata (San Marino (cidade))

Società Sportiva Pennarossa (Chiesanuova)

Società Sportiva San Giovanni (Borgo Maggiore)

Società Sportiva Virtus (Acquaviva)

## Forma de disputa

### Primeira fase
As 15 equipes foram divididas em dois grupos; a primeiro com oito equipes e o segundo com sete. As equipes jogarão uma vez contra as equipes de seu próprio grupo. Ao final da primeira fase, os quatro primeiros de cada grupo avançam para o grupo 1 da segunda fase. Todas as outras equipes avançarão para o grupo 2 da segunda fase.

### Grupo A
| Pos | Equipe         | Pts | J | V | E | D | GP | GC | SG  | Classificado                                |
| --- | -------------- | --- | - | - | - | - | -- | -- | --- | ------------------------------------------- |
| 1   | Tre Fiori      | 10  | 5 | 3 | 1 | 1 | 9  | 5  | +4  | Classificados para a Segunda fase – Grupo 1 |
| 2   | Murata         | 12  | 5 | 4 | 0 | 1 | 9  | 5  | +4  | Classificados para a Segunda fase – Grupo 1 |
| 3   | La Fiorita     | 11  | 5 | 3 | 2 | 0 | 6  | 2  | +4  | Classificados para a Segunda fase – Grupo 1 |
| 4   | Pennarossa     | 9   | 5 | 3 | 0 | 2 | 7  | 6  | +1  | Classificados para a Segunda fase – Grupo 1 |
| 5   | Folgore        | 8   | 5 | 2 | 2 | 1 | 10 | 4  | +6  | Classificados para a Segunda fase – Grupo 2 |
| 6   | Domagnano      | 4   | 5 | 1 | 1 | 3 | 5  | 10 | −5  | Classificados para a Segunda fase – Grupo 2 |
| 7   | Faetano        | 3   | 5 | 1 | 0 | 4 | 5  | 8  | −3  | Classificados para a Segunda fase – Grupo 2 |
| 8   | Juvenes/Dogana | 0   | 5 | 0 | 0 | 5 | 4  | 15 | −11 | Classificados para a Segunda fase – Grupo 2 |

### Grupo B
| Pos | Equipe       | Pts | J | V | E | D | GP | GC | SG | Classificado                                |
| --- | ------------ | --- | - | - | - | - | -- | -- | -- | ------------------------------------------- |
| 1   | Tre Penne    | 12  | 4 | 4 | 0 | 0 | 13 | 4  | +9 | Classificados para a Segunda fase – Grupo 1 |
| 2   | Libertas     | 12  | 5 | 4 | 0 | 1 | 12 | 6  | +6 | Classificados para a Segunda fase – Grupo 1 |
| 3   | Cailungo     | 9   | 4 | 3 | 0 | 1 | 5  | 4  | +1 | Classificados para a Segunda fase – Grupo 1 |
| 4   | Virtus       | 6   | 5 | 2 | 0 | 3 | 7  | 8  | −1 | Classificados para a Segunda fase – Grupo 1 |
| 5   | Fiorentino   | 3   | 4 | 1 | 0 | 3 | 5  | 6  | −1 | Classificados para a Segunda fase – Grupo 2 |
| 6   | San Giovanni | 3   | 4 | 1 | 0 | 3 | 4  | 12 | −8 | Classificados para a Segunda fase – Grupo 2 |
| 7   | Cosmos       | 0   | 4 | 0 | 0 | 4 | 4  | 10 | −6 | Classificados para a Segunda fase – Grupo 2 |

### Resultados
| Mandante \ Visitante | CAI    | COS | DOM   | FAE    | FTO    | FOL   | J/D   | LFI    | LIB    | MUR | PEN    | SGI    | TFI    | TPE    | VIR |
| -------------------- | ------ | --- | ----- | ------ | ------ | ----- | ----- | ------ | ------ | --- | ------ | ------ | ------ | ------ | --- |
| Cailungo             | —      | 2–1 |       |        | 1–0    |       |       |        |        |     |        |        |        | 30 Nov |     |
| Cosmos               |        | —   |       |        |        |       |       |        |        |     |        | 30 Nov |        | 24 Nov | 1–2 |
| Domagnano            |        |     | —     | 23 Nov |        |       | 2–1   |        |        | 1–2 |        |        | 0–4    |        |     |
| Faetano              |        |     |       | —      |        | 1 Dez |       |        |        | 0–2 | 0–1    |        |        |        |     |
| Fiorentino           |        | 3–0 |       |        | —      |       |       |        | 24 Nov |     |        | 0–1    |        |        |     |
| Folgore              |        |     | 2–2   |        |        | —     |       | 0–0    |        |     | 23 Nov |        |        |        |     |
| Juvenes/Dogana       |        |     |       | 0–2    |        | 1–5   | —     | 23 Nov |        | 0–3 |        |        |        |        |     |
| La Fiorita           |        |     | 1–0   | 2–1    |        |       |       | —      |        |     | 2–0    |        |        |        |     |
| Libertas             | 3–1    | 3–2 |       |        |        |       |       |        | —      |     |        | 2–0    |        |        |     |
| Murata               |        |     |       |        |        | 0–3   |       | 1 Dez  |        | —   | 2–1    |        | 23 Nov |        |     |
| Pennarossa           |        |     | 1 Dez |        |        |       | 3–2   |        |        |     | —      |        | 2–0    |        |     |
| San Giovanni         | 24 Nov |     |       |        |        |       |       |        |        |     |        | —      |        | 2–7    | 1–3 |
| Tre Fiori            |        |     |       | 3–2    |        | 1–0   | 1 Dez | 1–1    |        |     |        |        | —      |        |     |
| Tre Penne            |        |     |       |        | 4–2    |       |       |        | 1–0    |     |        |        |        | —      | 1–0 |
| Virtus               | 0–1    |     |       |        | 30 Nov |       |       |        | 2–4    |     |        |        |        |        | —   |

## Jogadores

### Artilheiros
Atualizado em 20 de outubro de 2019
| Pos. | Jogador        | Equipe  | Gols |
| ---- | -------------- | ------- | ---- |
| 1    | Eric Fedelli   | Murata  | 9    |
| 2    | Imre Badalassi | Folgore | 4    |

### Hat-tricks
| Jogador             | Por        | Contra         | Resultado | Data                   | Rodada |
| ------------------- | ---------- | -------------- | --------- | ---------------------- | ------ |
| Adolfo Hirsch       | Pennarossa | Juvenes/Dogana | 3–2       | 21 de setembro de 2019 | 1ª     |
| Alessandro Chiurato | Tre Penne  | Fiorentino     | 4–2       | 19 de outubro de 2019  | 4ª     |

## Classificações a torneios europeus
O campeão de San Marino na temporada 2019-2020 se classifica à rodada preliminar da Liga dos Campeões da UEFA de 2020–21.
 O vice-campeão se classifica à rodada preliminar di Liga Europa da UEFA de 2020–21.